# KF Liria
Actualités
Le Klubi Futbollistik Liria est un club de football kosovare fondé en 1937, situé à Prizren. Bedredin Gjinali est actuellement l'entraîneur.
Le club remporte la Coupe du Kosovo en 1995, 2007 et 2010.

## Palmarès
- Championnat du Kosovo (5)
  - Champion : 1975, 1981, 1984, 1987, 1995

- Coupe du Kosovo (3)
  - Champion : 1995, 2007, 2010